# Prochilodus vimboides
Prochilodus vimboides é uma espécie de peixe caraciforme da família dos proquilodontídeos (Prochilodontidae). É endêmica do Brasil e ocorre nos rios costeiros do país desde o Jequitinhonha ao norte até o Paraíba, porções orientais do alto Paraná e bacia do São Francisco. Pode medir até 46,5 centímetros. Em 2005, foi classificada como vulnerável na Lista de Espécies da Fauna Ameaçadas do Espírito Santo; em 2014, como quase ameaçada no Livro Vermelho da Fauna Ameaçada de Extinção no Estado de São Paulo e vulnerável no Livro Vermelho da Fauna Brasileira Ameaçada de Extinção do Instituto Chico Mendes de Conservação da Biodiversidade (ICMBio); e em 2018, como vulnerável na Lista Vermelha do Livro Vermelho da Fauna Brasileira Ameaçada de Extinção do ICMBio.